# Очабрук Омелян
о. Омелян Очабрук (14 квітня 1891, с. Ліщовате Ліського повіту — 1953, Дубравний ВТТ, Мордовська АРСР) — український священник, богослов, почесний канонік. Багатолітній парох в с. Росохач, Височанського деканату. Почесний канонік, мученик за віру.

## Життєпис
Омелян Очабрук народився 14 квітня 1891 року в селі Ліщовате Ліського повіту в родині пароха місцевої церкви о. Алексія Очабрука і Наталії (з дому Гардзінських). У 1902–1910 роках навчався в цісарсько-королівській гімназії в Саноку. У 1910–1913 роках навчався у Львівській греко-католицькій духовній семінарії, у 1913–1914 роках — навчався у Перемиській греко-католицькій духовній семінарії.
Одруживсяся з Євгенією Жарською (1 лютого 1891, с. Глудно, Березівського повіту — 1 квітня 1984, м. Дрогобич, Львівської обл.), донькою о. Івана Жарського та Меланії (з дому Гукевич).
Подружжя мало шестеро дітей: 
- Анатолій, працював лісником, застрелений енкаведистами;
- Неоніла Богатюк — фармацевт, з 1944 року в еміграції у США, в м. Нью-Йорк, де й померла;
- Олена Луців (4 квітня 1925 — 22 липня 1981) — лікар-стоматолог, померла у м. Дрогобич, де й похована;
- Марія Зуєва (нар. 1928) — вчителька, у березні 1950 року заслана в Братський район Іркутської області, де й жила;
- Оксана Бендзяк (нар. 25 жовтня 1930), у березні 1950 року заслана в Братський район Іркутської області, 1970 року повернулася у м. Дрогобич, Львівської області. Пізніше мешкала у м. Стебник, Дрогобицького районуну, Львівської області;
- Дарія Сидоряк (нар. 10 квітня 1938) — технолог громадського харчування, мешкає у Дрогобичі[2].

### Душпастирська праця
22 жовтня 1916 року отримав дияконські свячення, а 29 жовтня того ж року — ієрейські свячення з рук єпископа Григорія Хомишина в Катедральному соборі в Перемишлі. 1 листопада 1916–1919 роки — завідатель в с. Гломча, Бірчанського деканату, 1919–1921 роки — сотрудник в с. Дубовецько, Порохницького деканату, 1921–1923 роки — завідатель в с. Росохач, Височанського деканату, 1923–1950 роки — парох в с. Росохач, Височанського деканату. 1936 року наділений крилошанськими відзнаками.

### Арешт, табір
10 січня 1950 року заарештований УМДБ у Дрогобицькій обл. 13 березня 1951 року начальник третього відділення слідчого відділу майор Піскунов склав обвинувальний висновок за ст. 54-1«а», 54-10, ч. 2 і 54-11, пропонуючи передати слідчу справу о. Омеляна Очабрука через військового прокурора у МВС в Дрогобицькій області на розгляд Спеціальної наради і призначити як міру покарання 25 років ВТТ з конфіскаціею майна. Обвинувачувався у тому, що:
|  | В перші дні окупації німцями території с. Росохач Боринського р-ну Дрогобицької обл. був головою податкової комісії, виконував усі розпорядження і накази німецьких властей. У 1941 році в м. Турка брав активну участь на мітингу, присвяченому проголошенню "Самостійної" України, організованому українськими націоналістами. У вересні 1944 року надав свою хату бандитам ОУН, і вони перебували там протягом доби; віддав їм на прохарчування теля, свиню і вівцю. В червні 1945 року і в жовтні 1947 року удоступнив свою хату бандитам ОУН «Андрієнкові» та іншим, відтак віддав їм на прохарчування три бики. В 1945-1949 роках неодноразово удоступнював свою хату бандитам ОУН як сховище від органів радянської влади, інформував їх про ситуацію у селі, забезпечував продуктами. Восени 1945 року передав бандитам через станичного ОУН із с. Росохач Дриля С. В. 50 кг жита і 500 карбованців. У серпні 1948 року віддав бандитам ОУН свиню. Влітку 1949 року хоронив померлого від ран бандита ОУН і не повідомив про це органи радянської влади. Крім того, в церкві переховував націоналістичну літературу антирадянського змісту. Засуджений 19 липня 1950 року Спеціальною нарадою при МДБ СРСР за ст. 54-1«а», 54-10, ч. 2, 54-11 КК УРСР до 10 років ВТТ з конфіскаціею майна «за активну націоналістичну діяльність у період перебування на окупованій німцями території, посібництво антирадянській банді українських націоналістів і зберігання контрреволюційної літератури». У серпні 1950 року о. Омеляна Очабрука відправлено у Дубравний ВТТ, Мордовська АРСР, Зубово-Полянський р-н, ст. Потьма, п/в Явас-Сосновка. Працював на лісоповалі. Хворів на нирки. Помер в таборі у 1953 році, про його смерть родину повідомили співв'язні. Точної дати смерті встановити не вдалося. Реабілітований 15 травня 1992 року прокуратурою Львівської області. |

|  | Через 55 років після смерті батька в селі Росохач біля церкви відбулося освячення символічної могили та пам'ятника отцю Омеляну Очабруку. Після Служби божої відбувся парастас. Виступали о. Іван Бальковський, голова сільради Іван Пилипчак, місцевий вчитель Франко Марочканич, вчитель із с. Козьова Микола Клепуц, рідні Ірина Могила, Мирослав Куновський, внуки Віра Бендзяк та Любов Сембратович. |

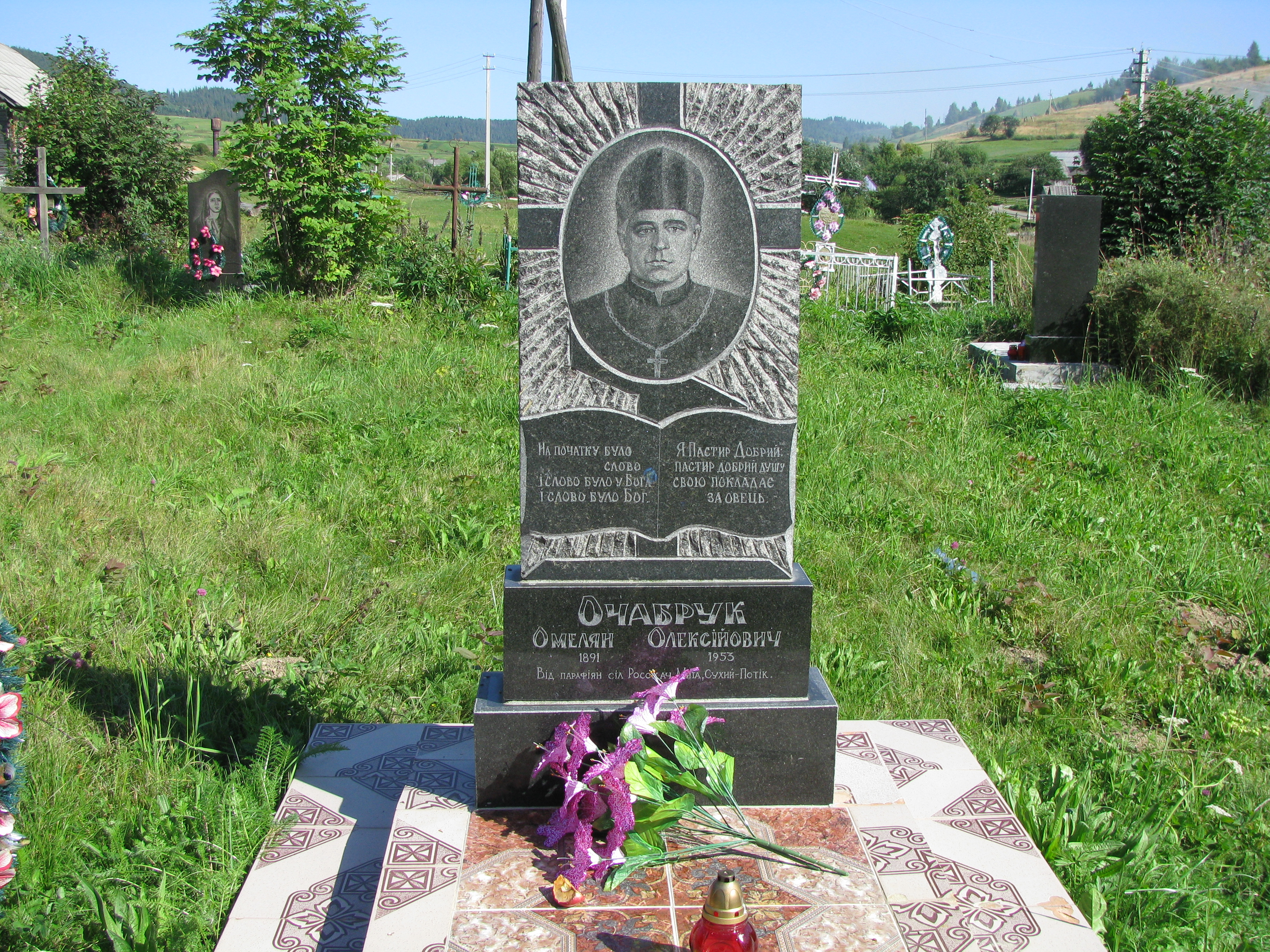
Символічна могила о. Омеляна Очабрука біля церкви св. арх. Михаїла в с. Росохач